# Primo Zanotta
Primo Zanotta (fl. XX secolo) è stato un calciatore italiano naturalizzato brasiliano, di ruolo portiere.

## Carriera
È considerato il primo grande portiere nella storia del Palmeiras. Ha collezionato 164 presenze tra il 1919 e il 1927 ed è stato il primo portiere del Palestra Italia a raggiungere le 100 partite.
Il suo amore per il club era così grande che non giocò per nessun altro club.

## Palmarès
Palestra Italia
- Campionato Paulista: 1920, 1926, 1926 (extra), 1927.
- Coppa Competenza: 1920 e 1926.

Nazionale di calcio del Brasile
- Copa América: 1919.